# Пеумо
Пеумо (ісп. Peumo) — місто в Чилі. Адміністративний центр однойменної комуни. Населення — 7392 осіб (2002). Місто і комуна входить до складу провінції Качапоаль та регіону Лібертадор-Хенераль-Бернардо-О'Хіггінс.
Територія — 153,1 км². Чисельність населення — 14 313 мешканців (2017). Щільність населення — 93,5 чел./км².

## Розташування
Місто розташоване за 48 км на південний захід від адміністративного центру області міста Ранкагуа.
Комуна межує:
- на півночі - з комуною Лас-Кабрас
- на сході — з комуною Кольтауко
- на півдні - з комуною Сан-Вісенте-де-Тагуа
- на південному заході - з комуною Пічидегуа
- на північному заході - з комуною Лас-Кабрас